# Хердман, Уильям Эббот
Уильям Эббот Хердман (англ. William Abbott Herdman; 5 сентября 1858, Эдинбург — 21 июля 1924) — британский морской биолог и океанограф.
Он был избран членом королевского общества в 1892 году.

## Внешние ссылки
- Страница биографии на Isle of Man